# 道の駅ハウスヤルビ奈井江

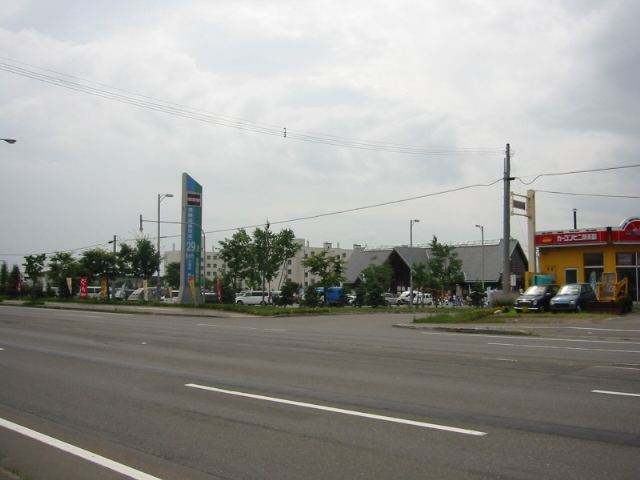
日本一長い直線道路の中間地点を表す案内

道の駅ハウスヤルビ奈井江（みちのえき ハウスヤルビないえ） は、北海道空知郡奈井江町にある国道12号の道の駅である。国土交通省から防災道の駅に選定されている。
駅名の「ハウスヤルビ」は奈井江町の姉妹都市、フィンランドのハウスヤルヴィ（フィンランド語：Hausjärvi）に由来する。
国道12号沿いにあり、「日本一長い直線道路」とされる滝川 - 美唄間29.2kmの直線区間のほぼ中間に位置する。

## 管理
- 特定非営利活動法人日本一直線道まちづくり研究会[2]
  - 指定管理者制度により、2013年（平成25年）4月1日から2018年（平成30年）3月31日までの施設管理を、奈井江町より受諾[2]

## 主な施設
- 駐車場
  - 普通車：40台
  - 大型車：20台
  - 身障者用：2台
- トイレ（いずれも24時間利用可能）
  - 男：大 3器、小 4器
  - 女：6器
  - 身障者用：1器
- 公衆電話：1台
- 飲食店
  - 喫茶店「木菟」（みみずく）（10:00 - 17:00、11月 - 3月16:00）
  - らあめんがんてつ奈井江店
  - 奈井江ミルクファクトリー
- 物販売店（9:30 - 17:00・夏季のみ）
- 待合処「奈井江古民家」 - 札幌市すすきのにあった古民家ギャラリー「鴨々堂」を一部再現したスペース、2021年1月開業。[5]
- イベントテラス - JAの朝市も開催される
- 多目的芝生広場（ヘリコプター離着陸対応）
  - ドッグラン
  - パンプトラックコース

## 休館日
- 年末年始（喫茶「木菟」：毎週月曜日）

## アクセス
直接連絡
- 国道12号

間接連絡
- 北海道道139号江別奈井江線
- 北海道道529号東奈井江奈井江停車場線

## 周辺
- にわ山森林自然公園
- 新奈井江カントリークラブ